# Трюхан Вадим Валерійович
Вади́м Вале́рійович Трю́хан (нар. 9 січня 1972, с. Піскошине, Веселівський район Запорізька область) — український дипломат і громадський діяч, юрист-міжнародник, заступник командира 4-ї роти Добровольчого Формування Бориспільської міської територіальної громади #1,  виконавчий директор БО «Благодійний фонд підтримки добровольців і їхніх родин», голова правління ГО «Європейський Рух України», керуючий партнер юридичної фірми «ЮМАС», колишній директор Координаційного бюро європейської та євроатлантичної інтеграції Секретаріату Кабінету Міністрів України.

## Освіта
1997 — закінчив Інститут сходознавства та міжнародних відносин «Харківський колегіум», отримав диплом з відзнакою, спеціаліст з міжнародних відносин, референт-перекладач".
1998 — навчався в Коледжі міжнародної безпеки ім. Маршала (Гарміш-Партенкірхен, ФРН).
2001 — закінчив Національну академію державного управління при Президентові України, отримав диплом магістра державного управління.
З 2011 до 2013 — аспірантура Національної академії державного управління при Президентові України, тема дослідження «Інституційне забезпечення європейської інтеграції»
У 2021 році закінчив «Школу Міністрів» Київської школи державного управління імені Сергія Нижного

## Кар'єра
1997—2011 — працював на дипломатичній службі України на різних дипломатичних посадах у Договірно-правовому управлінні, Секретаріаті Державного секретаря з питань європейської інтеграції, Консульському департаменті та департаменті Європейського Союзу МЗС України, а також у Головному управлінні зовнішньої політики Адміністрації Президента України.
У перервах:
2000–2001 — перебував у Місії ОБСЄ в Хорватії, а в 2002 році — у Місії Ради Європи в Косово.
2008–2010 — директор Координаційного бюро європейської та євроатлантичної інтеграції Секретаріату Кабінету Міністрів України.
У 2010–2011 — Посол з особливих доручень МЗС України.
2011–2013 — аспірант кафедри європейської інтеграції Національної академії державного управління при Президентові України, за сумісництвом — експерт НУО «Інститут політичної освіти» (ІПО), координатор проекту «Майстерня європейської політики» (у ІПО), а також партнер у Адвокатській компанії «IMG Partners», керівник практики «Міжнародне та європейське право» (створив з нуля).
Вересень — грудень 2013 — директор департаменту зовнішньоекономічних зв'язків Міністерства аграрної політики та продовольства, звільнився 2 грудня («за згодою сторін») у протест проти брутального розгону «Беркутом» молоді на майдані незалежності в ніч на 30 листопада та зупинки курсу на європейську інтеграцію.
Січень 2014 — грудень 2015 — партнер юридичної фірми «Constructive lawyers», з червня 2014 р. по червень 2015 р. — асоційований аналітик ГО «Міжнародний Центр Перспективних Досліджень».
З 2015 року - керуючий партнер юридичної фірми «ЮМАС» і голова правління ГО «Європейський рух України».
З 28 лютого 2022 року - доброволець Добровольчого формування Бориспільської міської територіальної громади #1, з травня - заступник командира 4-ї роти.
З 14 жовтня 2022 року - виконавчий директор БО «Благодійний фонд підтримки добровольців і їхніх родин».
Має IV ранг державного службовця та дипломатичний ранг радника першого класу.
Володіє українською, російською, англійською та хорватською мовами.

## Громадсько-політична діяльність
Червень — липень 2014 — Голова правління ГО «Сила Людей».
2014 — на виборах до Верховної Ради — кандидат в народні депутати від партії «Сила людей», № 16 у виборчому списку. На час виборів: тимчасово не працює, член Політичної партії «Сила людей», проживає в місті Києві.
Квітень 2015 — обраний членом Політичної ради політичної партії «Сила людей», виконував обов'язки Голови Політради, а з 25 червня обраний заступником Голови політради.
Завершив свою каденцію в Політраді у квітні 2016 року, вийшов з партії на початку 2017 року.
З січня 2015 — голова правління ГО «Європейський Рух України».
З квітня 2017 року безпартійний.
2017-19 роки — член громадської ради при Міністерстві інформаційної політики України.
Кандидат у народні депутати по 179 виборчому округу від партії «Громадянський Рух Хвиля» на парламентських виборах 2019 року.

## Сім'я
Одружений. Має доньку (1996) і сина (2001).

## Відзнаки
Нагороджений Почесним подарунком (2006), Почесною грамотою Міністерства закордонних справ України (2007), Почесною грамотою Кабінету Міністрів України (2009), подякою виконавчого комітету Бориспільської міської ради (2022), а також грамотами військового командування Добровольчого формування Бориспільської міської територіальної громади #1 та 137 о/б ТерОборони (2022).